# 請戸村
請戸村（うけどむら）は、昭和28年（1953年）まで福島県双葉郡に存在していた村。現在の双葉郡浪江町東南部の太平洋に面した地域にあたる。
浪江町編入後も請戸は漁業の盛んな町であり、請戸漁港は福島県下でも大きな漁港となっている。また請戸海岸は海水浴場として、サーフィンの好適地として多くの客を集めている。

## 地理
- 河川：請戸川

## 沿革
- 明治22年（1889年）4月1日 - 町村制施行にともない、請戸村・中野村・中浜村・両竹村の計4か村が合併して新制の標葉郡請戸村が発足。
- 明治29年（1896年）4月1日 - 標葉郡と楢葉郡が合併して双葉郡が発足。双葉郡請戸村となる。
- 昭和28年（1953年）10月10日 - 浪江町・幾世橋村と合併し、新制の浪江町となる。

浪江町との合併に際して村民の一部が、昭和31年（1956年）9月末までに浪江町と葛尾村・標葉町との合併が成立しなかった場合には、旧中野・中浜・両竹3か村の村域を境界変更により標葉町に編入することを希望した。結局この合併案は双葉町（昭和31年（1956年）4月1日に標葉町から改称）側の拒否により頓挫したため、昭和33年（1958年）4月1日に旧中野村の全域と旧両竹村の一部が、昭和35年（1960年）4月1日には旧両竹村の一部と旧中浜村の一部が、それぞれ浪江町から双葉町へと編入された。

## 行政
- 歴代村長

| 代 | 氏名       | 就任                      | 退任                      | 備考 |
| -- | ---------- | ------------------------- | ------------------------- | ---- |
| 1  | 佐藤綱弘   | 明治22年（1889年）7月     | 明治26年（1893年）7月     |      |
| 2  | 立野称     | 明治26年（1893年）7月     | 明治27年（1894年）7月     |      |
| 3  | 黒木祗房   | 明治27年（1894年）7月     | 明治31年（1898年）7月     |      |
| 4  | 佐藤綱弘   | 明治31年（1898年）7月     | 明治35年（1902年）7月     | 再任 |
| 5  | 高野重宣   | 明治35年（1902年）7月     | 明治38年（1905年）6月     |      |
| 6  | 酒井宗助   | 明治38年（1905年）11月    | 明治41年（1908年）11月    |      |
| 7  | 岡田助重   | 明治41年（1908年）12月    | 大正4年（1915年）         |      |
| 8  | 深野隆重   | 大正4年（1915年）         | 大正5年（1916年）         |      |
| 9  | 佐藤源七   | 大正5年（1916年）8月10日  | 昭和3年（1928年）12月29日 |      |
| 10 | 泉田順     | 昭和4年（1929年）1月5日   | 昭和20年（1945年）2月19日 |      |
| 11 | 鈴木市三郎 | 昭和20年（1945年）2月28日 | 昭和22年（1947年）4月4日  |      |
| 12 | 熊川稔     | 昭和22年（1947年）4月5日  | 昭和28年（1953年）10月9日 |      |

## 教育
- 請戸村立請戸小学校
- 請戸村立請戸中学校